# Алексієвка (Уфимський район)
Алексі́євка (рос. Алексеевка, башк. Алексеевка) — присілок у складі Уфимського району Башкортостану, Росія. Адміністративний центр та єдиний населений пункт Алексієвської сільської ради.
Населення — 4611 осіб (2010; 3958 у 2002).
Національний склад:
- росіяни — 38 %
- татари — 32 %